# Liste nationaler Eishockeymeister 2013
Diese Liste enthält die Landesmeister im Herren-Eishockey der Saison 2012/13 bzw. 2013. Aufgeführt sind nationale Meister der Länder, die Vollmitglied im IIHF sind oder in der IIHF-Weltrangliste geführt werden. Ersatzweise wird der Gewinner der höchsten Profiliga aufgeführt, wenn ein nationaler Meister nicht explizit ermittelt wird (z. B. NHL-Gewinner in Nordamerika oder ALIH-Sieger in Ostasien).

## Deutschland, Österreich und Schweiz
| Wettbewerb                | Meister bzw. Titelträger | Vizemeister       | Absteiger          |
| Deutsche Eishockey Liga   | Eisbären Berlin          | Kölner Haie       | Hannover Scorpions |
| Erste Bank Eishockey Liga | EC KAC                   | Vienna Capitals   |                    |
| National League A         | SC Bern                  | Fribourg-Gottéron | SCL Tigers         |

## Europa
| Land/Meisterschaft      | Liganame                         | Meister                   | Vizemeister                  |
| ----------------------- | -------------------------------- | ------------------------- | ---------------------------- |
| Belarus                 | Extraliga                        | HK Njoman Hrodna          | Metallurg Schlobin           |
| Belgien                 | Eredivisie                       | Chiefs Leuven             | White Caps Turnhout          |
| Bosnien und Herzegowina | Bosansko Hercegovačka Hokej Liga | HK Stari Grad             | HK Sarajevo                  |
| Bulgarien               | Българска Хокейна Лига           | HK ZSKA Sofia             | -                            |
| Dänemark                | AL-Bank Ligaen                   | SønderjyskE Ishockey      | Frederikshavn White Hawks    |
| Estland                 | Meistriliiga                     | Tallinn Viiking Sport     | Tartu Kalev-Välk             |
| Finnland                | SM-liiga                         | Ässät Pori                | Tappara Tempere              |
| Frankreich              | Ligue Magnus                     | Dragons de Rouen          | Ducs d’Angers                |
| Griechenland            | Griechische Eishockeyliga        | Iptameni Pagodromoi Athen | -                            |
| Großbritannien          | Elite Ice Hockey League          | Nottingham Panthers       | Belfast Giants               |
| Island                  | Islandsmot Meistaraflokks        | SA Vikings                | Ísknattleiksfélagið Björninn |
| Italien                 | Serie A1                         | Asiago Hockey             | HC Valpellice                |
| Kasachstan              | Kasachische Meisterschaft        | HK Ertis Pawlodar         | HK Beibarys Atyrau           |
| Kroatien                | Kroatische Eishockeyliga         | KHL Medveščak Zagreb      | KHL Mladost Zagreb           |
| Lettland                | Latvijas Hokeja Liga             | HK SMScredit              | HK Juniors Riga              |
| Litauen                 | Litauische Eishockeyliga         | SC Energija               | Delovaja Rus Kaliningrad     |
| Luxemburg               | Alter Domus Cup                  | Tornado Luxembourg        | -                            |
| Niederlande             | Eredivisie                       | HYS The Hague             | DESTIL Trappers Tilburg      |
| Norwegen                | GET-ligaen                       | Stavanger Oilers          | Vålerenga Ishockey           |
| Polen                   | Polnische Eishockeyliga          | KS Cracovia               | JKH GKS Jastrzębie           |
| Rumänien                | Rumänische Eishockeyliga         | HSC Csíkszereda           | ASC Corona 2010 Brașov       |
| Russland                | Kontinentale Hockey-Liga         | HK Dynamo Moskau          | HK Traktor Tscheljabinsk     |
| Schweden                | Elitserien                       | Skellefteå AIK            | Luleå HF                     |
| Serbien                 | Serbische Eishockeyliga          | HK Partizan Belgrad       | -                            |
| Slowakei                | Extraliga                        | HKm Zvolen                | HC Košice                    |
| Slowenien               | Prva Liga                        | HDD Olimpija Ljubljana    | HK Slavija Ljubljana         |
| Spanien                 | Superliga                        | CH Gasteiz                | CG Puigcerdà                 |
| Tschechien              | Extraliga                        | HC Škoda Plzeň            | PSG Zlín                     |
| Türkei                  | Superliga                        | Başkent Yıldızları SK     | -                            |
| Ukraine                 | Wyschtscha Liha                  | HK Donbass Donezk         | HK Kompanjon-Naftohas        |
| Ungarn                  | Ungarische Eishockeyliga         | Dunaújvárosi Acélbikák    | -                            |

## Außereuropäische Ligen
| Land/Meisterschaft | Liganame                    | Meister               | Finalgegner           |
| Asien (JP, CN, KR) | ALIH                        | Tōhoku Free Blades    | Ōji Eagles            |
| Australien         | AIHL1                       | Sydney Ice Dogs       | Newcastle North Stars |
| Israel             | Israelische Eishockeyliga   | Devils Rishon LeZion  | Monfort Ma’alot       |
| Kanada             | Allan Cup                   | Bentley Generals      | Clarenville Caribous  |
| Nordamerika        | National Hockey League      | Chicago Blackhawks    | Boston Bruins         |
| Neuseeland         | NZIHL1                      | Canterbury Red Devils | Dunedin Thunder       |
| Südafrika          | Interprovincial Tournament1 | Pretoria Capitals     | -                     |

1 Liga wurde im Kalenderjahr 2013 ausgetragen